# Zafer Aktaş
Zafer Aktaş (10 novembre 1976) è un allenatore di pallacanestro turco.